# 蘇える金狼
『蘇える金狼』（よみがえるきんろう）は、大藪春彦が1964年に発表したハードボイルド小説。
1962年から1964年にかけて、「アサヒ芸能」に連載され、1964年に同社から単行本が「野望篇」、「完結篇」の二分冊で刊行。のちに角川書店などからも出版され、現在は電子書籍化されている。
また、映像作品も多数制作されている。

## 小説

### あらすじ
株式会社東和油脂に勤める29歳のサラリーマン、朝倉哲也は上司や同僚からの信頼が厚い、真面目で実直な社員である。しかし、彼にはある計画があった。夜ごとにボクシングジムに通い肉体を鍛える彼は、トンネル会社などを利用して私腹を肥やし会社を食い物にする重役たちの姿を垣間見る。自分もその一人になる野望を抱いた朝倉は、2年の準備期間をかけて作戦を練り、計画を実行した…。

### 登場人物
朝倉哲也
東和油脂経理部に勤める会社員。しかし、胸のうちには野望を秘めていた。
清水
東和油脂社長。
小泉
同経理部長。トンネル会社を利用して金をかき集めている。
金子
同経理部次長。
永井京子
小泉の情婦。
磯川
市会議員。裏の顔は麻薬取引を手がける男。
鈴本光明
東亜経済研究所所長。東和油脂乗っ取りを企む。
桜井由紀夫
東和油脂に恐喝を働く青年。美男子。
石井
東和油脂お抱えの興信所・・・中央秘密興信所所長。私立探偵だが、ダーティーな仕事も行う。

### 出版履歴
刊行本は二分冊構成。
- 1962年11月4日から1964年5月31日まで、「週刊アサヒ芸能」に81回連載。挿絵は大塚清六。
- 1964年、アサヒ芸能出版社より「蘇える金狼 野望篇」「同 完結篇」刊行。
- 1966年 - 大藪春彦ホット・ノベル・シリーズ14&15
- 1974年 - 角川文庫
- 1986年 - 徳間文庫
- 1993年 - トクマ・ノベルズ
- 1995年 - ケイブンシャ文庫

## 映画

### 1979年
1979年8月25日に封切り公開された日本映画。主演：松田優作、監督：村川透。フジカラー・ビスタサイズ。131分。製作：角川春樹事務所、配給：東映洋画、興行：東宝（丸の内東宝系）。地方では『金田一耕助の冒険』と2本立てで公開。

#### ストーリー
夜明けの街中で、1億円強奪殺人事件が発生する。犯人の朝倉哲也は、資本金15億円を擁する東和油脂の経理部に所属し、表向きには夜間大学卒・補欠入社の風采のあがらない社員を装っていたが、銃の扱いに長け、ボクシングジムで鍛練を重ねる裏の顔を持ち、ひそかに東和油脂の乗っ取りを企てていた。
朝倉は東和油脂の内部事情を入手するため、経理部部長・小泉の愛人である京子に接近し、麻薬とセックスで籠絡する。さらに奪った1億円を一旦安全なヘロインに換えるため、麻薬の元締めである市会議員の磯川と接触。朝倉は、自身の素性を疑う磯川が差し向けた刺客たちを難なく始末し、末端価格1億円分のヘロインを手に入れた。
ある朝、何食わぬ顔で出勤した朝倉は、桜井という男が東和油脂役員たちの横領を証明する裏帳簿や経理次長・金子の不倫をネタに、5000万円のゆすりを仕掛けている事実をつかむ。桜井は背後に自身の伯父で政財界のフィクサー・鈴本が控えていることをちらつかせていた。役員たちは探偵の石井率いる興信所を使って証拠の強奪をはかるが失敗。一方、京子から情報を得た朝倉は、桜井と石井の対決に乗じ、東和油脂が桜井へ渡した内金の2500万円を強奪した。内金を東和油脂に奪い返されたと思い込んだ桜井は、要求金を2億円につり上げる。だが桜井が鈴本の事業と直接関係ないことを調べあげた東和油脂社長・清水らは、石井に命じて桜井と愛人の雪子を始末させた。
ところが石井は東和油脂を裏切り、清水を恐喝して1億円を要求。この話を盗み聞きした朝倉は、社外からボクシングジムのトレーナーを装って自身の上司・金子に電話をかけることで、役員たちに自らの裏の顔を示唆する。保身をはかる清水は朝倉を社長室に呼んで、「会社のために石井一味を始末してくれれば重役に昇進させる」と唆し、拳銃を手渡す。約束通り石井一味を始末した朝倉だったが、清水の別荘へ向かう途中で金子に消されかける。朝倉は金子を痛めつけ、役員たちの集まる清水の別荘に乗り込み、「検察庁に真相をバラす」と脅して東和油脂の株券・200万株（時価8億円相当）をせしめる。さらに、清水の末娘・絵里子と婚約する。その折、京子は朝倉の正体を知る。
そんな中、鈴本が朝倉に接触し、死んだ甥・桜井の復讐のために東和油脂を乗っ取るべく、朝倉の200万株を時価の3倍・24億円で買うと迫ってきた。朝倉はオファーを承諾。会社乗っ取りの野望がついえた朝倉は、小泉にヘロイン1.3キログラムを1億3000万円で売り渡して資金を作り、京子との海外逃亡を計画する。

#### キャスト
- 朝倉哲也 - 松田優作
- 永井京子 - 風吹ジュン

- 小泉（東和油脂経理部長） - 成田三樹夫
- 金子（東和油脂経理次長） - 小池朝雄
- 竹島（東和油脂専務） - 草薙幸二郎
- 石井（興信所所長） - 岸田森
- 清水（東和油脂社長） - 佐藤慶
- 牧雪子（バー・ルナのマダム、桜井・金子の愛人） - 結城しのぶ
- 清水絵里子（清水の末娘） - 真行寺君枝
- 湯沢（朝倉の同僚） - 岩城滉一
- 富田（清水の秘書） - 加藤大樹
- 石田（朝倉の同僚） - 加藤健一
- 冬木（鈴本の部下） - 江角英明
- 野坂（海神組組員） - 阿藤海
- 栗原（鈴本の部下） - 椎谷建治
- 西川朱実（東亜経済研究所の受付嬢、桜井の愛人） - 吉岡ひとみ
- 植木（磯川の秘書） - 村松克巳
- 田宮（石井配下の殺し屋） - 高橋明
- 福田（石井配下の殺し屋） - トビー門口
- 秀原（東和油脂監査部長） - 河合紘治
- 吉村（海神組組員） - 山西道広
- 東和油脂経理部社員 - 尾上一久
- 東和油脂ガードマン - 関川慎二
- 今野（海神組組員） - 飯田広幾
- 東和油脂経理部社員 - 司千四郎
- 原（共立銀行の現金運搬係） - 団巌
- 自転車の警官 - 榎木兵衛
- 磯川の配下 - 野性軍団
  - 達純一
  - 鹿島研
  - 城野勝己
  - 長井勝
  - 和田敏夫
  - 君塚正純
  - 高橋利道
- 清水の部下 - 井上高志
- 磯川の配下 - 大竹義夫
- 磯川の配下 - 荻原紀
- 自転車の警官 - 二家本辰巳（榎木兵衛のスタント）
- 清水の部下 - 芦沢洋三
- バーのダンサー：エミリー岡田
- 擬斗
  - 高倉英二
  - 松尾悟
- スカンジナビア航空のスチュワーデス - 中島ゆたか
- 沢野（目蒲ボクシングジムのトレーナー） - 角川春樹
- 磯川のボディガード - 田畑靖男
- 磯川のボディガード - 猪狩元秀
- 磯川（市会議員） - 南原宏治
- 石井配下の殺し屋 - 待田京介
- 兵庫（共立銀行専務） - 久米明
- 坂本（海神組幹部） - 今井健二
- 鈴本光明（東亜経済研究所所長） - 安部徹

- 桜井光彦 - 千葉真一

#### スタッフ
- 製作協力 - 角川書店、東映セントラルフィルム、東映芸能ビデオ、東映化学
- 撮影協力 - オートロマン、ホテルOZ、エル・フラメンコ、鈴屋、銀座アダムス
- 製作 - 角川春樹

- 原作 - 大藪春彦 <角川文庫版> <徳間書店刊>
- 脚本 - 永原秀一
- プロデューサー - 黒澤満、柴垣達郎、伊藤亮爾
- 撮影 - 仙元誠三
- 照明 - 渡辺三雄
- 録音 - 高橋三郎
- 美術 - 佐谷晃能
- 編集 - 鈴木晄
- 助監督 - 小池要之助
- B班撮影 - 杉村博章
- 色彩計測 - 川口徹也
- 記録 - 高橋たつ子
- 製作担当者 - 青木勝彦
- 美粧 - 若尾安子
- 衣裳 - 望月政雄
- 音楽 - ケーシー・D・ランキン
- 編曲 - 木森敏之
- 音楽監督 - 鈴木清司
- 音楽プロデューサー - 高桑忠男
- 主題歌 - 『蘇える金狼のテーマ』
  - 作曲 - ケーシー・D・ランキン
  - 作詞 - 浅野裕子
  - 歌 - 前野曜子
- 制作協力 - U・DO
- 企画制作 - 角川レコード
- 発売 - キャニオン・レコード
- テクニカルアドバイザー - トビー門口
- スーパーアドバイザー - 四方義朗
- 衣裳デザイン - 芦田淳
- カースタント - スリー・チェイス

- 監督 - 村川透

クレジットなし
- スチール - 関谷嘉明[要出典]
- 装置 - 東映美術センター[要出典]
- 効果 - 小島良雄、柴崎憲治（東洋音響）[要出典]
- 録音スタジオ - にっかつスタジオセンター[要出典]
- 製作 - 角川春樹事務所[要出典]

#### 製作
本作は、角川春樹の「アクション映画の傑作を作りたい」との考えにより制作が始まった(詳しくは後述「エピソード」の欄)。学生時代に1度目の大藪春彦ブームを経験していた角川は、『白昼の死角』の映画製作を終えると、徳間書店の社長だった徳間康快とオフィス・アカデミーの社長だった西崎義展に、2度目の大藪春彦ブームを起こそうと、キャンペーンを持ち掛ける。その後3人は帝国ホテルで揃って記者会見し、角川が『蘇える金狼』（1979年公開予定）を、徳間と西崎が『汚れた英雄』（1980年公開予定）と『傭兵たちの挽歌』（1981年公開予定）を続けて映画化し、角川と徳間で大々的な書店フェアをやる発表を行ったが、間もなく西崎は映画から撤退、徳間も経営する大映が苦しくなったため、大藪ブームは角川単独で仕掛けることになり、角川は原作者の大藪と話し合いの末、徳間書店で扱っていた大藪の作品を、全て角川文庫に移した上で、本作の映画化に着手する。
原作小説とはストーリーの一部（結末を含む）、時代設定（1964年東京オリンピック直前→公開当時の現代）、一部の固有名詞（東洋経済研究所→東亜経済研究所など）、キャラクター設定が変更されている。
- 松田演じる朝倉は、会社勤めの際にはカツラと黒縁のめがねを着用して実直なサラリーマンを装っているが、原作では風貌に関するそのような描写はない。
- 朝倉が共感した総会屋の桜井は、若い青年からコミカルな中年の人物に設定しなおされ、千葉真一がキャスティングされた。
- 桜井を狙う興信所所長の石井（演：岸田森）は白いスーツにマントを着用し白杖の仕込み刀を操る男になっている。
- 麻薬組織との対決は、原作のベトナム戦争前のアメリカ海軍横須賀基地の付帯施設から第二海堡に変更された。

作中の朝倉の愛車は白いマセラティ・メラクSS、BMWアルピナB6 2.8、赤いランボルギーニ・カウンタックと変遷していく。主人公が神宮外苑をランボルギーニで走るシーンは、印象的な映像となった。
本作の拳銃に関して、主人公はリボルバーの名作であるコルト・パイソンを使用し、他にも(ジェームズ・ボンド」の愛銃である)ワルサーPPKも登場している。
風吹ジュン・結城しのぶ・吉岡ひとみは本作でヌードを披露している。特に風吹と松田との大胆なラブシーンは、公開当時話題となった。風吹は事務所移籍問題等でスキャンダル中だったが、渋谷のラブホテル「O」で撮影された松田との濡れ場は前貼りも付けず、風吹が「どうせ撮っても使えないわよ」とスチールカメラマンを怒らせたため、撮影に立ち会ったのは監督・カメラマン・照明の3人だけ。フルヌードで激しいファックシーンを自然に演じた。監督の村川は「彼女のかわいらしい顔に隠された情熱や哀しさが上手く出た。女優として、彼女自身の中に変化があったんだと思う」と称賛した。 カメラの仙元誠三は「少女的な雰囲気の中に大人の色気が出てるというか、カッコいいね彼女は。しかし前バリもないから映倫に引っ掛からないように撮らなきゃならないから、オレはちゃんと見れなかったよ」などと話した。松田はマネージャー佐藤祀夫を通じて「映画に全力投球するため一年間ずっと待っていた。あくまで映画の一シーン、そこだけ取り上げられるのは不本位だ」とマスメディアに伝えた。東映宣伝部は「スタッフ一同、風吹ジュン側に非常に気を使っておりました。風吹ジュン二十七歳、全裸も辞せずの心意気、女優としての意気込み、ってこれ絶対書いて下さいね」とマスメディアにアピールした。
坂本役の今井健二が朝倉に銃で脅されるシーンで「女房はいるのか」と問われて「いるいる、いっぱいいる」と答える台詞はアドリブである。

#### 音楽
前野曜子が主題歌を歌った経緯は、音楽プロデューサーの高桑忠男と東映宣伝部の福永邦昭が中学の同級生で、ジャズが好きな二人が前野の唄い方に注目して推薦し、角川が起用を決めた。前野はペドロ&カプリシャス在籍中に黒人を追ってアメリカに失踪した後、本作で本格的に日本の芸能界にカムバックした。

#### ビデオソフト・配信
2009年（平成21年）には松田の没後20年を記念してBlu-ray化され、2012年に改めて「角川ブルーレイ・コレクション」の一作品として再発売。2014年11月には松田優作没後25年に併せ、新たに4Kスキャニングマスターを使用したリマスター版ブルーレイディスク（2Kダウンコンバート）がリリースされた。これに伴い、過去のソフトではカットされていた製作会社のロゴマークや協力企業のクレジットなどが復元された。2021年5月にはiTunes storeにてピュア4K版が販売及び「MOVIE WALKER FAVORITE」のサブスクリプションでリリースされている。2022年11月25日にはHDRグレーディングを施したUltra HD Blu-ray（ピュア4K）が発売。

#### エピソード
角川によると本作の最大の売りはガンアクションで、特に主人公とヤクザとの銃撃戦は最も見応えのあるシーンとしている。
角川によると「本作公開前の日本映画界では、『拳銃には時代劇の刀のような美学はない』と思われていた。このため映画の中では、銃はただ殺すための道具として描かれていた」という。これに違和感を感じていた角川は、ハリウッド映画の『フレンチ・コネクション』(1971年)や『タクシードライバー』(1976年)のように、拳銃の確かな魅力を備えた映画を作ることを決意。
キャスティングに際し、角川は「銃に馴染みがない日本人には、ガンアクションをするのは簡単ではない」と考えた。そこで拳銃を扱う主人公には、俳優として並外れた肉体を持つ松田優作の起用を決めた。角川は撮影前に、松田とテクニカルアドバイザーのトビー門口に1週間ハワイで銃を約5000発撃つ訓練を受けさせた。
角川によると、それまでの角川映画はほとんどがハッピーエンドで終わるようにしていたが、本作でそれをやると物語として中途半端になると思ったという。角川は、「本作は勧善懲悪のつもりで制作したわけではないが、悪は悪のままで物語を終わらせるためにあのエンディングにした」とのこと。公開後、本作について映画評論家たちの評判は芳しくなかったが、観客は熱狂した。
ちなみに作中で角川は、ボクシング経験者である角川はボクシングジムのシーンで共演した松田のパンチについて以下のように評している。「意外にも優作のパンチ力はなかった。でも空手をやっていたから、パンチを“力強く見せること”が上手かった」。

### 1998年
1998年2月21日公開。ギャガ・コミュニケーションズ配給、配給協力ゼアリズ。

#### キャスト
- 朝倉哲也 - 真木蔵人
- 桜井由紀夫 - 北村康
- 永井京子 - 安原麗子
- 榎本ルリ子 - 吉瀬美智子
- 月島勝 - 軍司眞人
- 山田経理部長 - 唐沢民賢
- 佐久間功 - 木村栄
- 安原茂樹 - 山崎りょう
- 高田 - 高田雅彦
- リャン - 丸橋聡
- 吉田 - 菅田俊
- 野口貴史
- 磯川達彦 - 清水昭博
- 9歳の頃の朝倉 - 池上史将
- 9歳の頃の桜井 - 大場俊輔
- 磯川造永 - 内藤武敏

#### スタッフ
- 監督 - 渡辺武
- 企画・製作 - 山地浩
- 原作 - 大藪晴彦（角川文庫刊）
- プロデューサー - 板谷健一、市原明、佐藤敏宏
- 音楽 - トルステン・ラッシュ
- 脚本 - 木村雅俊
- 撮影 - 山本英夫（J.S.C）
- 照明 - 田村文彦
- 録音 - 深田晃
- 美術 - 尾関龍生
- 編集 - 島村泰司
- スクリプター - 松丸春代
- 助監督：中村章
- 制作担当：東克治
- キャスティングプロデューサー：田辺博之
- 監督助手：藤井修、中塚幸久
- 装飾：大野直宏
- 小道具：松尾文子
- 効果：柴崎憲治
- ネガ編集：三陽編集室
- 衣裳：磯井篤郎
- ヘアメイク：遠山直美スチール：石川登木母子
- 擬闘：山田公男
- 音響効果 - 柴崎憲治（サウンドボックス）
- ガンエフェクト - BIGSHOT
- 躁演：神尾悦郎、船越幹雄
- 制作進行：中島嘉隆、有田茂
- 企画協力：TIMES IN
- 制作協力：エクセレントフィルム
- 製作：GAGA PRODUCTIONS

## テレビドラマ
1999年4月17日から6月26日まで毎週土曜日21時 - 21時54分に、日本テレビ系の「土曜ドラマ」枠で放送された。主演はSMAPの香取慎吾。

### 概要
朝倉哲也の名はあるが、原作とは異なる年齢・性格等の独自設定となっている。他にも、テレビドラマのオリジナル設定が多数見られる。
長年フジテレビ系列ドラマの演出・監督を務めてきた本広克行が演出を手掛けており、前々年に本広が演出した『踊る大捜査線』に出演しているいかりや長介、小野武彦、甲本雅裕らがこのドラマでも出演している。
オープニングのタイトルバックは最初は多くの主要キャストが登場しているが、彼らが演じる登場人物のドラマからの退場に合わせて徐々に登場するキャストが削られる形になっている。
VHSやDVDは未発売となっている。サウンドトラックCDは発売済み。

### あらすじ
4月、新東和信販（ファイナンス）に、朝倉哲也・石原学らが入社、業務部カード推進第3課に配属される。哲也が新東和に入社したのは、新東和の社長に就いていた腹違いの兄・富士木和正が自殺未遂と思しき状況で発見され、長期の入院加療を余儀なくされたが故であった。
和正の恋人であった冴木ユリと哲也は和正が自ら死を選ぶ筈はないと信じ続けていた。そして、茂義コーポレーションといういわゆる「乗っ取り屋」の社長である茂義敬雄が、ウラで和正を排除しようと彼の殺害を図ったことを悟った哲也は、和正が愛する会社と社員達を守るため、素性を隠して新東和に入社したのだ。
新東和を守るためには、新東和の発行済み株券を購入し、株主としての発言力を持たねばならない。そのために、哲也は敬雄の一人娘である茂義有梨沙と、和正に代わり新東和の社長を務める結城鉄治を利用し、敬雄から億単位の身代金を要求・成功したのを手始めに、広域暴力団・宝竜会からも金を搾取する。しかし、その過程で、有梨沙は哲也に不思議な感情を懐いていく。
一方、和正の近辺をうろつく男がいた。情報屋の甘木公次である。哲也は当初甘木の存在をいぶかるが、打倒茂義と言う共通点を見出し、二人の間には奇妙な友情が芽生え始める。
が、ついに、和正は殺されてしまう。和正の殺害・さかのぼって和正を自殺に見せかけ殺せと指示した、と敬雄から聞き出すことが出来たユリだが、敬雄はユリをも殺そうとする。間一髪で哲也に命を救われ、甘木の手配により、暫くユリは「地下」で広木典明らに守られることとなる。
和正の死を知った新東和の社員一同は、悲しみと無念さを心に持つ。カード推進第3課の課長・長嶋保、社員の愛染洋子らは悲嘆にくれるが、それらの動きをスパイする男がいた。石原である。
甘木は新東和の秘書である古池真弓をスパイとして新東和の内部情報を入手、一気に茂義を倒そうと企むが、それは新東和の破滅も意味する。甘木は哲也と交換条件をし、真弓から入手した裏情報の素っ破抜きを1日遅らせ、新東和の壊滅という最悪の事態を切り抜けさせる。
その後の役員会で発言権を得た哲也は、和正を殺したのは敬雄だと告発。地下に潜んでいたユリも現れ、敬雄は一気に追い詰められることに。
そして、哲也は敬雄と銃撃戦に。敬雄は撃たれ、入院。半ば隠居生活をしていた敬雄の父・茂義賀津夫は、哲也・甘木の抹殺を指示する。加え、警察とマスコミを使い、邪魔な存在となった新東和の営業停止を図る。
不意打ちを喰らい賀津夫に拉致された甘木は、警察に拘束されている真弓の釈放・茂義コーポレーション会長の後継・そして哲也の殺害を条件に解放される。甘木の営むバーに向かった哲也、銃で哲也を狙う甘木。甘木の靴底に盗聴器を仕掛け、2人の様子を盗聴していた賀津夫、そして長嶋らがとった行動とは。

### キャスト

#### 新東和信販

##### 業務部カード推進第3課
朝倉 哲也（あさくら てつや）
演 - 香取慎吾
主人公。腹違いの兄・富士木和正が愛した新東和信販を守るために、新東和トップの成績で入社し業務部カード推進第3課配属を果たし、和正の仇をとるための様々な行動をとっていく。普段は温厚で大人しい普通の人間を装っているが、復讐のため銃器の扱いや格闘技を極めており、たった1人で茂義一族への復讐を成し遂げようとする執念の男。彼曰く、普通の人間は『豚』で、自分と同じ世界の人間は『獣』であるという。しかし、自分の本性を知った洋子を黙って見逃したり、『獣』として生き抜こうとあがく石原に「お前は『獣』になれた」と褒める旨の言葉を掛けたり、利用するだけの目的で近付いたはずの有梨紗のことを気にかけるような素振りを見せるなど、原作の朝倉とは違い、時折人間らしい感情をのぞかせる。甘木と面識を持つ様になってから、時には味方。時には敵対に近い間柄となったりと複雑な関係を経ていきながら、打倒茂義グループへと『獣道』を歩んで行く。プライベートは極めてストイックで、家財道具は必要最低限のものしか置いていない。調理器具すらまともに揃っておらず、訪ねてきた黒木一郎たちを呆れさせた。一方、裏の顔のために必要なものは充実している。
長嶋 保（ながしま たもつ）
演 - 石橋蓮司
カード推進第3課のモーレツ課長。「やる時はやる」のだが、相手に強気に出られると途端に弱腰になってしまうこともある。駄洒落連発で、部下から冷めた笑いを。「要するに」との口癖がキーワード。本人は深く考えて発言しているのではない様子だが、和正の死後の新東和社内を見て、何かあるのでは?　と、一言二言ボソッと口にする。シリーズ後半では黒木らと共に、さまざまな意味で新東和の動静を目の当たりにする存在となっていく。
愛染 洋子（あいぞめ ようこ）
演 - 中島陽子
カード推進第3課の紅一点、ではあるが決して美人とはいえない、色気より食い気気味の女性。自分を否定的に捉え、「優しくしないでね」と言う反面、仕事上のプライドも。とある事件がきっかけで哲也の『ウラの顔』を知ってしまうこととなるが、口外せずに退職。故郷の青森へ帰る。
石原 学（いしはら まなぶ）
演 - 伊藤高史
哲也と共にカード推進第3課に配属された。金遣いがかなり派手で、スーツもブランド物。
実は、佐野健吾が新東和に放ったスパイの一人で、佐野に金銭絡みの弱みを握られている。事情を知らされないまま佐野の指示通りに行動するだけの人間だったが、哲也にスパイであることを見破られ、このまま『豚』でいればいつ佐野からの口封じに遭ってもおかしくないという現状を思い知らされる。朝倉の言葉によって生きるために『獣』となることを決意した彼は、知らぬ間に引き込まれていた『獣道』の更に奥に足を踏み入れていくことになる。
黒木 一郎（くろき いちろう）
演 - 甲本雅裕
哲也と石原の先輩。長嶋課長の駄洒落に愛想笑いをしていたが、いつの間にか切り返せる存在に。花粉症持ちのため、シリーズ前半ではティッシュペーパーはじめ、「対花粉症グッズ」を手放せなかった。酒が好きで、営業の合い間に入った食堂でビールを頼むシーンがある。
柏木 典子（かしわぎ のりこ）
演 - 丸久美子
有梨沙のお目付け役。洋子が退職した後、スパイとしてカード推進第3課へ送り込まれる。賀津夫に己の人生全てを預けている。『女の武器』を用いて、哲也の正体を明かそうとするが…

##### 秘書
古池 真弓（こいけ まゆみ）
演 - 本上まなみ
新東和重役秘書。影では甘木にスパイ活動を依頼され、新東和の内部極秘データを提供していた。そのために、シリーズ後半では茂義の部下達に拉致されたり、銃撃されたりと言う危険な目に遭ってしまう。甘木へ金銭で情報を提供していたのだが、片想いの様な感情を吐露するシーンも出てくる。

##### 会社関係者
富士木 和正（ふじき かずま）
演 - 羽場裕一
哲也の唯一の肉親であった。和正の父が新東和を設立し、跡を継ぐ形で社長に。茂木コーポレーションが新東和を乗っ取るにあたり、敬雄の指示で自殺に見せかけて殺されそうになったが、奇跡的に一命は取り留める。しかし、寝たきりのいわゆる「植物人間」に近い状態となり、極秘に警察病院の個室にて入院加療を受けていた。和正が現役で新東和の社長をしていた時、哲也の実母の墓前で雨にうたれながらも土下座し、「（15年以上）連絡を取らず、本当に済まなかった!」と、詫びる。この時が、哲也と和正の事実上の初対面であった。「成人になったら酒を教えてやる、哲也が大学を卒業し就職する際には俺の名前を使ってもいい。」等とフランクに哲也に接する、心底から優しい人物であった。
結城 鉄治（ゆうき てつじ）
演 - 深水三章
新東和社長。重役時代の「女と賭博」で、敬雄に弱みを握られている。
東野 雄一
演 - 須永慶
和正を慕っていた社員の1人であり、部長。哲也が新東和株券を一定数保有し、かつ和正の身内であることがわかり、新東和の役員会で特別に発言を認めたいとの役員総意を敬雄に進言。敬雄は一蹴し哲也を役員会から出て行かせようとしたが、間髪入れず哲也が告発発言をするチャンスを得て、敬雄を追い詰めるきっかけとなる。駄洒落連発ながらも新東和を深く愛する長嶋課長には、一目置いている。

#### バー「TATE」
甘木 公次（あまき こうじ）
演 - 石橋凌
東京・神田で、バー「TATE」を経営の傍ら、さまざまな客相手にネタを売る情報屋でもある。10年前まで勤めていた銀行で、賀津夫の罠に嵌められ辞めさせられる際に、甘木を庇おうとした上司が甚振られた末に自殺に追い込まれた過去がある。それらの復讐のために、「地下」に潜って秘かに闇の世界を生きてきた。和正とは以前飲み明かした仲であり、恋人であったユリも和正と共に甘木の店へ訪れたことがある。ふとしたきっかけで哲也と関わりを持つ様になり、共に茂義への復讐を果たすことに。
広木 典明（ひろき のりあき）
演 - 松重豊
甘木とは、大学時代に射撃部で一緒になった仲。世界各地で傭兵として活躍し、帰国。甘木の店「TATE」のバーテンダーになる。寡黙。

#### 茂義家
茂義 有梨沙（もぎ ありさ）
演 - 上原多香子
茂義コーポレーション会長・茂義賀津夫のただ1人の孫娘であり、茂義敬雄の1人娘。決められた人生のレールでの日々を送っていた高校生。茂義一族のウラの顔についてもある程度感じ取っているらしく、父・敬雄には複雑な感情を抱いている。哲也との出会いが、その後の生き方考え方を大きく変えていくことになる。本来は父と祖父の命を狙う憎き相手である哲也に、ほのかな恋心を懐く。
茂義 敬雄（もぎ けいゆう）
演 - 宅麻伸（友情出演）
賀津夫の息子であり、有梨沙の父であり、新東和の専務である。かつてユリとは恋仲であったが、別の女性と結婚した（その女性は亡くなっている）。有梨沙曰く、「お母さんは、昔銃で自殺した」との言葉がある。1人娘の有梨沙を溺愛するが、それが有梨沙にとって窮屈なものだとは気付いていない。
茂義 賀津夫（もぎ かつお）
演 - いかりや長介
いわゆる「乗っ取り屋」で、茂木コーポレーションを一代で築き上げた。茂木コーポレーション会長。好々爺とした雰囲気も見せ、半ば隠居生活を送っていたが、息子の敬雄が哲也に撃たれてからは、かつての『顔』を復活させることとなる。哲也と決着の末、電話のやり取りの最中に意識を失い、死亡。

#### 茂義コーポレーション
佐野 健吾（さの けんご）
演 - 小野武彦
茂義コーポレーション相談役、元公安刑事。茂義親子に代わり、ヤミの世界でのさまざまな情報や人材を操る。茂義一族存続のためなら、どんな手段もとる。そのため、時には賀津夫に意見をすることもある。
広澤 啓介（ひろさわ けいすけ）
演 - 片岡弘貴
賀津夫の忠実なる秘書かつ、ボディーガード。
君塚（きみづか）
演 - 真柴幸平
ボディーガード。

#### 宝竜会
本郷 清次（ほんごう せいじ）
演 - 高杉亘
宝竜会のヤクザ。京子を事故に見せかけ死亡させた現場を哲也に見られ、それをネタに所属する広域指定暴力団・宝竜会が脅され、哲也と対峙することになる。
南原 安志
演 - DAIYU
本郷清次の手下。長く意識が戻らなかった和正が回復していることを知った敬雄からの指示で、とどめを刺す。哲也が初めてバラした人間であった。
田島 一彦（たじま かずひこ）
演 - 筒井康隆
宝竜会々長。賀津夫とは、旧知の仲であった。義理堅い。

#### その他
冴木 ユリ（さえき ゆり）
演 - 今井美樹（特別出演）
和正の恋人。自殺未遂で意識の戻らない和正を、献身的に看病する。哲也も暖かく見守る優しさを持つが、和正の死後、いつしか哲也らと共に、茂義一族と『戦う』存在となる。
岡野 京子（おかの きょうこ）
演 - 久瑠あさ美
結城の愛人。水商売を長くやっている割に、口は軽い。本郷清次の仕組んだ偽装事故で死亡。
高 孫民（こう そんみん）
演 - 麿赤兒
田島亡き後、佐野が呼び寄せたチャイニーズマフィアの首領。冷血、非道な性格。
- 大西正昭、俵広樹、加賀谷純一、翁華栄、偉藤康次、周富徳、石井愃一、平泉成、天野博之、鈴木任紀、戸谷公次、他

### スタッフ
- 原作 - 大藪春彦
- 脚本 - 丸山昇一
- 音楽 - 松本晃彦
- 演出 - 本広克行、大谷太郎、佐藤東弥
- 主題歌 - 今井美樹「SLEEP MY DEAR」（ワーナーミュージック・ジャパン）
- 演出補 - 萩原孝昭
- サウンドデザイン - 志田博英、仲西匡
- OP演出 - 堀部公嗣
- OP編集ディレクター - 西村了
- CG - 橋爪まき子
- アクションコーディネイト - 佐々木修平
- ガンエフェクト - BIGSHOT
- カースタント - アクティブ21
- 技術協力 - NTV映像センター
- 美術協力 - 日本テレビアート
- 編集・MA - バスク
- チーフプロデューサー - 重松修、佐藤敦
- プロデューサー - 井上健、阿部雄一
- アシスタントプロデューサー - 高木治男、井上由紀、角田朋子
- 制作担当 - 宮重秀二
- 制作主任 - 小宮孝一、古郡真也
- 制作協力 - ROBOT

### 受賞歴
- 第21回ザテレビジョンドラマアカデミー賞
  - タイトルバック賞（堀部公嗣）

### 放送日程
- いずれも新聞のテレビ欄に表記されたもの。放映された映像や上記シナリオ集には、「第 x 話」としか表示されていない。

| 各話                                                       | 放送日        | サブタイトル                                                        | 演出     | 視聴率 |
| ---------------------------------------------------------- | ------------- | ------------------------------------------------------------------- | -------- | ------ |
| 第一話                                                     | 1999年4月17日 | 愛と復讐の闘いが今始まる! 悲しく孤独な男の熱い叫びを聞け            | 本広克行 | 21.4%  |
| 第二話                                                     | 1999年4月24日 | 本当の敵は誰だ!? 娘の誘拐に反逆の刃が迫る! 愛に飢えた野望が暴走する | 本広克行 | 17.7%  |
| 第三話                                                     | 1999年5月01日 | 狼に恋した少女の切ない決意!? 残虐な陰謀が愛する兄に忍び寄る!!       | 大谷太郎 | 13.1%  |
| 第四話                                                     | 1999年5月08日 | あなただけは汚さない! 命を賭けた哀しい逆襲を迎えうつ罠!!            | 大谷太郎 | 10.2%  |
| 第五話                                                     | 1999年5月15日 | 目線を合わさず心を通わせる哲也と有梨沙                              | 佐藤東弥 | 12.8%  |
| 第六話                                                     | 1999年5月22日 | 罠にはめられ銃撃される…。 そしていよいよ反撃に出る!                 | 本広克行 | 11.9%  |
| 第七話                                                     | 1999年5月29日 | 正体はばれていると確信した哲也は核心に入り込む。                    | 大谷太郎 | 15.4%  |
| 第八話                                                     | 1999年6月05日 | 正体をばらした哲也と甘木の関係は。                                  | 佐藤東弥 | 14.6%  |
| 第九話                                                     | 1999年6月12日 | 友の死に贈る怒りの銃弾!!                                            | 本広克行 | 15.9%  |
| 第十話                                                     | 1999年6月19日 | 娘の死 生き残るのはどっち 人間に戻ったら、オレはオマエをモノにする  | 大谷太郎 | 14.3%  |
| 最終話                                                     | 1999年6月26日 | 最終回 怒りの最終決戦! 生か死か                                     | 佐藤東弥 | 14.2%  |
| 平均視聴率 14.7%（視聴率は関東地区・ビデオリサーチ社調べ） |               |                                                                     |          |        |

### サウンドトラック
- 「"BEAT ON THE WOLF"」ワーナーミュージック・ジャパン　WPCV-10018 1999年（平成11年）発売

### シナリオ集
演劇ぶっく社よりシナリオ集が出版されている。ただし、収録されているのは第一話から第六話までで、第七話以降は出版されていない。
1. 蘇える金狼1（第一話、第二話を収録） ISBN 978-4-89987-017-3
2. 蘇える金狼2（第三話、第四話を収録） ISBN 978-4-89987-018-0
3. 蘇える金狼3（第五話、第六話を収録） ISBN 978-4-89987-019-7

### オフィシャル本
蘇える金狼 完全マニュアル（角川書店、1999年6月26日初版発行） ISBN 4-04-853105-0
| 日本テレビ系 土曜ドラマ                                         | 日本テレビ系 土曜ドラマ              | 日本テレビ系 土曜ドラマ                          |
| 前番組                                                          | 番組名                               | 次番組                                           |
| --------------------------------------------------------------- | ------------------------------------ | ------------------------------------------------ |
| 君といた未来のために 〜I'll be back〜 （1999.1.16 - 1999.3.20） | 蘇える金狼 （1999.4.17 - 1999.6.26） | 新・俺たちの旅 Ver.1999 （1999.7.3 - 1999.9.11） |